# Gaga hirsuta
Gaga hirsuta är en kantbräkenväxtart som först beskrevs av Link, och fick sitt nu gällande namn av Fay W.Li och Windham. Gaga hirsuta ingår i släktet Gaga och familjen Pteridaceae. Inga underarter finns listade.